# Oliver
Oliver ist ein männlicher Vorname, der vor allem im englischsprachigen Raum auch als Familienname verbreitet ist. Im deutschen Sprachraum trat der Vorname Oliver ab den späten 1950er Jahren auf. Die feminine Version des Namens ist Olivia, Olivera oder Livia. In Frankreich ist er als Olivier und in Italien als Oliviero verbreitet.

## Herkunft und Bedeutung
Die Herkunft des Namens ist nicht endgültig geklärt:
- skandinavisch: gemeinsame Wortwurzel mit Olaf und dem heute noch in Island beliebten Namen Ólafur und Óleifr
Die Bedeutung des Namens ist Nachkomme des Urahns.[1] Germanische Namen waren äußerst vielgestaltig und nur etwa 4 von 1.000 Menschen trugen denselben Vornamen. Olafr, Oleifr, Olver, Olvar und Olbhur waren in England unterschiedliche Schreibweisen mit derselben Bedeutung. Im altisländischen Landnámabók (Landnahmebuch, Buch der Besiedlung Islands von 870 bis 930) werden 17 Varianten des Namens Oliver erwähnt.[2][3]
- althochdeutsch: von Alfhari/Althir
 Die Bedeutung der Silben ist dann alf = Elb/Alb/kleines Naturwesen + hari[4] = Heer/Krieger. Im Beowulf wird ein Ælfhere von den Schildingen erwähnt,[5] im Waldere der Ælfhere als Vater des Waldere.[6]

Mit der normannischen Eroberung Englands 1066 von Frankreich aus wurde vermutlich die französische Bezeichnung mit Olaf oder Oleifr zu Oliver verschmolzen. Im Mittelalter, um das Jahr 1075 bis 1100, wurde der Name europaweit durch die Gestalt von Olivier, einem geschichtlich nicht gesicherten Paladin beziehungsweise Ritter und Freund Karls des Großen (* wohl 2. April 747; † 28. Januar 814) im Rolandslied bekannt.

## Verbreitung
Der Vorname Oliver wurde in der ersten Hälfte des 20. Jahrhunderts kaum vergeben. Ab Ende der 1950er stieg seine Beliebtheit stark an. Ende der 1960er und Anfang der 1970er befand sich der Name unter den zehn häufigsten Jungennamen der entsprechenden Jahrgänge. Dann ging seine Beliebtheit allmählich etwas zurück. Auch im 21. Jahrhundert ist der Name noch gebräuchlich.

## Namenstage
3. Februar, 10. Juli
Der Namenstag von Oliver ist am 10. Juli, nach dem Todestag des 1975 heiliggesprochenen irischen Bischofs Oliver Plunkett. Dieser starb am 1. Juli 1681, nach dem kurz darauf eingeführten gregorianischen Kalender dem 11. Juli. Da dieser der Gedenktag des Heiligen Benedikt von Nursia ist, wurde der Namenstag für Oliver auf den 10. Juli vorverlegt.
Ein weiterer Heiliger mit diesem Namen ist Oliver von Ancona (3. Februar).

## Namensträger

### Künstlername
- Oliver (Sänger) (1945–2000), US-amerikanischer Popsänger
- Jan Oliver, eigentlich Jan Bühlmann (* 1987), Schweizer Sänger, Model und Mister Schweiz 2010

### Vorname
- Oliver Baumann (* 1990), deutscher Fußballtorhüter
- Oliver Beerhenke (* 1970), deutscher Comedian, Autor und Fernsehmoderator
- Oliver Berben (* 1971), deutscher Filmproduzent
- Oliver Bierhoff (* 1968), deutscher Fußballspieler, Teammanager der deutschen Fußballnationalmannschaft
- Oliver Bono (* 1966), Schweizer Fernsehmoderator
- Oliver Cobb (1905–1930), US-amerikanischer Jazztrompeter
- Oliver Cromwell (1599–1658), englischer Politiker
- Olivier le Daim (1428–1483), Kammerdiener von Ludwig XI.
- Oliver Michael Dittrich (* 1956), deutscher Schauspieler, Musiker, Komponist und Komiker, siehe Olli Dittrich
- Oliver von Dohnányi (* 1955), slowakischer Dirigent
- Oliver Dragojević (1947–2018), kroatischer Sänger und Musiker
- Oliver Ellsworth (1745–1807), US-amerikanischer Jurist und Politiker
- Oliver Evans (1755–1819), amerikanischer Erfinder
- Oliver Faßnacht (* 1968), deutscher Kommentator und Moderator
- Oliver Frank (1963–2022), deutscher Schlagersänger
- Oliver Fröhlich (* 1967), deutscher Schriftsteller
- Oliver Geissen (* 1969), deutscher Fernsehmoderator
- Oliver Goetzl (* 1968), deutscher Tierfilmer und Musiker
- Oliver Godfrey (1887–1916), britischer Motorradrennfahrer und Flieger im Ersten Weltkrieg
- Oliver Grasmück (* 20. Jahrhundert), deutscher Religionswissenschaftler und freier wissenschaftlicher Publikationsdienstleister
- Oliver Hardy (1892–1957), US-amerikanischer Komiker und Filmschauspieler
- Oliver Hart (* 1948), britisch-US-amerikanischer Ökonom, Nobelpreisträger
- Oliver Hassencamp (1921–1988), deutscher Kabarettist, Schauspieler sowie Jugendbuch- und Romanautor
- Oliver Heldens (* 1995), niederländischer DJ und Produzent
- Oliver Herrmann (1963–2003), deutscher Fotograf, Film- und Theaterregisseur
- Oliver Hiefinger (* 1967), deutscher Schauspieler und Requisiteur
- Oliver Hill (1907–2007), US-amerikanischer Anwalt und Bürgerrechtler
- Oliver Hirschbiegel (* 1957), deutscher Regisseur
- Oliver Wendell Holmes, Sr. (1809–1894), amerikanischer Schriftsteller und Arzt
- Oliver Janich (* 1969), deutscher Journalist und Buchautor sowie Mitbegründer und ehemaliger Vorsitzender der Partei der Vernunft
- Oliver Junk (* 1976), deutscher Politiker (CDU), Oberbürgermeister von Goslar
- Oliver Kahn (* 1969), deutscher Fußballtorwart, Vizeweltmeister 2002
- Oliver Kalkofe (* 1965), deutscher Satiriker, Kolumnist, Buchautor, Schauspieler und Synchronsprecher
- Oliver Kämmerer (* 1988), deutscher Eishockeyspieler
- Oliver Knussen (1952–2018), britischer Komponist und Dirigent
- Oliver Korittke (* 1968), deutscher Schauspieler
- Oliver Kreuzer (* 1965), deutscher Fußballspieler
- Oliver Lentz (* 1962), deutscher Schauspieler und Film-Produktionsleiter
- Oliver Lutz (* 1986), deutscher Jazzbassist
- Oliver Malchow (* 1963), deutscher Polizeibeamter und Gewerkschaftsfunktionär
- Oliver Mommsen (* 1969), deutscher Schauspieler
- Oliver Neuville (* 1973), deutscher Fußballspieler
- Oliver Niklasch (* 1986), deutscher Schachspieler
- Oliver Nikolow, deutscher DJ und Musikproduzent, siehe DJ S.P.U.D.
- Oliver Nix (* 1965/1966), deutscher Journalist
- Oliver North (* 1943), politische Gestalt der Reagan-Ära, involviert in die Iran-Contra Affäre
- Oliver Petszokat (* 1978), deutscher Schauspieler, Sänger und Moderator (Oli.P)
- Oliver Platt (* 1960), kanadischer Schauspieler
- Oliver Plunkett (1625/1629–1681), Erzbischof von Armagh und Primas von Irland
- Oliver Pocher (* 1978), deutscher Komiker, Musiker, Unterhaltungskünstler, Moderator und Schauspieler
- Oliver Poole (1922–2009), US-amerikanischer American-Football-Spieler, siehe Ollie Poole
- Oliver Rath (1978–2016), deutscher Fotograf
- Oliver Reck (* 1965), deutscher Fußballspieler
- Oliver Roggisch (* 1978), deutscher Handballspieler
- Oliver Sacks (1933–2015), britischer Neurologe und Schriftsteller
- Oliver Schaller (* 1994), Schweizer Badmintonspieler
- Oliver Schmidt-Gutzat (* 1969), deutscher Politiker (SPD) und Bürgermeister in Heide (Holstein)
- Oliver Marc Schulz (* 1973), deutscher Singer-Songwriter und Moderator, siehe Olli Schulz
- Oliver Seraphin (* 1943), Geschäftsmann, Premierminister der Antilleninsel Dominica
- Oliver Shepard (1909–?), US-amerikanischer Bluesmusiker, siehe Ollie Shepard
- Oliver Som, britischer Musiker, Songwriter und Musikproduzent
- Oliver Stirböck (* 1967), deutscher Politiker
- Oliver Stokowski (* 1962), deutscher Schauspieler
- Oliver Stone (* 1946), US-amerikanischer Regisseur
- Oliver Sturm (Regisseur) (* 1959), deutscher Theater- und Hörspielregisseur
- Oliver Sturm (Fußballspieler) (* 1971), deutscher Fußballspieler
- Oliver Tambo (1917–1993), südafrikanischer Anti-Apartheid-Aktivist und Mitbegründer des ANC
- Oliver Thomas (* 1977), deutscher Schlagersänger
- Oliver Tree (* 1993), US-amerikanischer Multimediakünstler und Musiker
- Oliver von Dobrowolski (* 1976), deutscher Polizist, Sachbuchautor und Aktivist
- Oliver Walker (* 1985), britischer Schauspieler und Synchronsprecher
- Oliver Walther (Politiker) (* 1969), deutscher Politiker (CDU)
- Oliver Walther (Turner) (* 1972), deutscher Turner
- Oliver Warsitz (* 1967), deutscher Schauspieler
- Oliver Weis, deutscher Pokerspieler
- Oliver Welke (* 1966), deutscher Moderator und Komiker
- Oliver Wnuk (* 1976), deutscher Schauspieler, Autor und Hörspielsprecher
- Oliver Wolcott (1726–1797), ein Gründervater der USA, Gouverneur von Connecticut
- Oliver Zybok (* 1972), deutscher Kunsthistoriker

### Familienname

#### A
- Albert Oliver (* 1978), spanischer Basketballspieler
- Andrew Oliver (Politiker, 1706) (1706–1774), US-amerikanischer Politiker (Massachusetts)
- Andrew Oliver (Jurist) (1731–1799), US-amerikanischer Jurist und Astronom
- Andrew Oliver (Politiker, 1815) (1815–1889), US-amerikanischer Politiker (New York)
- Andrew Oliver (Archäologe) (* 1936), US-amerikanischer Klassischer Archäologe
- Angela Oliver, Geburtsname von Angelica Sin (* 1974), US-amerikanische Pornodarstellerin
- Anton Oliver (* 1975), neuseeländischer Rugbyspieler
- Arnie Oliver (1907–1993), US-amerikanischer Fußballspieler und -trainer

#### B
- Barret Oliver (* 1973), US-amerikanischer Schauspieler und Fotograf
- Bernard M. Oliver (1916–1995), US-amerikanischer Wissenschaftler
- Bill Oliver (* 1948), englischer Snookerspieler und Billardfunktionär
- Branden Oliver (* 1991), US-amerikanischer American-Football-Spieler
- Brian Oliver (Leichtathlet) (1929–2015), australischer Leichtathlet
- Brian Oliver (Basketballspieler) (* 1968), US-amerikanischer Basketballspieler
- Brian Oliver (Filmproduzent) (* 1971), US-amerikanischer Filmproduzent

#### C
- Carilda Oliver Labra (1922–2018), kubanische Dichterin
- Carl Oliver (* 1969), bahamaischer Sprinter
- Célestin Oliver (1930–2011), französischer Fußballspieler und -trainer
- Chad Oliver (1928–1993), US-amerikanischer Schriftsteller
- Charles Oliver (1907–1983), irischer Schauspieler
- Chris Oliver (Basketballspieler) (Cedric Christopher Oliver; * 1985), US-amerikanischer Basketballspieler
- Chris Oliver (Pokerspieler) (Christopher Oliver; * 1989), US-amerikanischer Pokerspieler
- Christian Oliver (1972–2024), deutscher Schauspieler
- Covey T. Oliver (1913–2007), US-amerikanischer Rechtswissenschaftler, Hochschullehrer, Diplomat und Botschafter

#### D
- Dan Oliver (* vor 1990), australischer Spezialeffektkünstler
- Daniel Oliver (1830–1916), britischer Botaniker
- Daniel C. Oliver (1865–1924), US-amerikanischer Politiker
- David Oliver (Produzent) (1880–1947), deutscher Filmproduzent
- David Oliver (Schauspieler, 1898) (1898–1978), US-amerikanischer Schauspieler
- David Oliver (Schauspieler, 1962) (1962–1992), US-amerikanischer Schauspieler
- David Oliver (Eishockeyspieler) (* 1971), kanadischer Eishockeyspieler und -trainer
- David Oliver (Leichtathlet) (* 1982), US-amerikanischer Hürdenläufer
- Diana Buitron-Oliver (1946–2002), US-amerikanische Klassische Archäologin
- Diane Oliver (1943–1966), US-amerikanische Schriftstellerin
- Don Oliver (1937–1996), neuseeländischer Gewichtheber

#### E
- Ed Oliver (* 1997), US-amerikanischer American-Football-Spieler
- Edna May Oliver (1883–1942), US-amerikanische Schauspielerin
- Edward Oliver LeBlanc (1923–2004), dominicanischer Politiker
- Enrique Oliver (Regisseur), kubanischer Regisseur, Drehbuchautor und Schauspieler
- Enrique Oliver (Musiker) (* 1985), spanischer Jazzmusiker
- Eric Oliver (1911–1980), britischer Motorradrennfahrer

#### F
- Francis Wall Oliver (1864–1951), britischer Botaniker
- Frank Oliver (Politiker, 1853) (1853–1933), kanadischer Politiker
- Frank Oliver (Politiker, 1883) (1883–1968), US-amerikanischer Politiker
- Frank Oliver (Rugbyspieler) (1948–2014), neuseeländischer Rugby-Union-Spieler und -Trainer

#### G
- Garrett Oliver (* 1962), US-amerikanischer Brauer
- Gary Oliver (* 1995), schottischer Fußballspieler
- George Oliver (Mediziner) (1841–1915), britischer Mediziner
- George Oliver (1873–1961), britischer Schriftsteller; siehe Oliver Onions (Schriftsteller)
- George Oliver (Golfspieler) (1883–1965), US-amerikanischer Golfspieler
- George T. Oliver (1848–1919), US-amerikanischer Politiker
- Graham Oliver (* 1952), britischer Gitarrist
- Graydon Oliver (* 1978), US-amerikanischer Tennisspieler

#### H
- Harry Oliver (Szenenbildner) (Harry G. Oliver; 1888–1973), US-amerikanischer Art Director, Szenenbildner, Architekt und Designer
- Harry Oliver (Eishockeyspieler) (Harold Oliver; 1898–1985), kanadischer Eishockeyspieler
- Harry Oliver (Fußballspieler) (Henry Spoors Oliver; 1921–1994), englischer Fußballspieler
- Henry Oliver (1865–1965), britischer Admiral

#### I
- Isaak Oliver (um 1560–1617), englischer Miniaturmaler
- Isaiah Oliver (* 1996), US-amerikanischer American-Football-Spieler

#### J
- Jack Oliver (Geophysiker) (John Ertle Oliver; 1923–2011), US-amerikanischer Geophysiker
- Jack Oliver (Gewichtheber) (* 1991), britischer Gewichtheber
- Jack Oliver (Pokerspieler), britischer Pokerspieler
- Jackie Oliver (Jack Keith Oliver; * 1942), britischer Automobilrennfahrer und Rennstallleiter
- James A. Oliver (1914–1981), US-amerikanischer Herpetologe, Museumsdirektor, Zoodirektor und Autor
- James C. Oliver (1895–1986), US-amerikanischer Politiker
- James Edward Oliver (1829–1895), US-amerikanischer Mathematiker
- James Harrison Oliver (1857–1928), US-amerikanischer Marineoffizier
- James Henry Oliver (1905–1981), US-amerikanischer Klassischer Philologe und Epigraphiker
- James Trevor Oliver (* 1975), britischer Koch, siehe Jamie Oliver
- Javianne Oliver (* 1994), US-amerikanische Sprinterin
- Jay Oliver (1942–1993), US-amerikanischer Jazzbassist
- Joe Oliver (Politiker) (* 1940), kanadischer Politiker
- Joe King Oliver (1885–1938), US-amerikanischer Kornettist
- John Oliver (Geodät) (um 1616–1701), englischer Landvermesser, Glasmaler und Steinmetz
- John Oliver (Politiker) (1856–1927), kanadischer Politiker
- John Oliver (Bischof) (* 1935), britischer Theologe, Bischof von Hereford
- John Oliver (Kanute) (* 1943), britischer Kanusportler
- John Oliver (Komponist) (* 1959), kanadischer Komponist
- John Oliver (Komiker) (* 1977), britisch-US-amerikanischer Komiker und Schauspieler
- John Rathbone Oliver (1872–1943), US-amerikanischer Psychiater, Medizinhistoriker und Geistlicher
- José Oliver Hernández (* 1996), spanischer Handballspieler
- José F. A. Oliver (* 1961), deutscher Schriftsteller und Übersetzer
- Josefina Oliver (1875–1956), argentinische Fotografin, bildende Künstlerin und Tagebuchschreiberin
- Joseph Oliver (1852–1922), kanadischer Politiker, Bürgermeister von Toronto
- Jovan Oliver (1310–1356), serbischer Adliger
- Juan Fremiot Torres Oliver (1925–2012), puerto-ricanischer Geistlicher, Bischof von Ponce
- Juan García Oliver (1901–1980), spanischer Kellner, Anarchist und Syndikalist
- Juan Tomás Oliver Climent (* 1951), spanischer Priester, Apostolischer Vikar von Requena
- Judith H. Oliver, US-amerikanische Kunsthistorikerin

#### K
- Keith Oliver (Radsportler) (* 1941), australischer Radrennfahrer
- Keith Oliver (Biathlet) (* 1947), britischer Biathlet

#### L
- Lauren Oliver (* 1982), US-amerikanische Schriftstellerin
- Lucy Oliver (* 1988), neuseeländische Langstreckenläuferin

#### M
- Margaret Oliver, britische Polizeikommissarin und Whistleblowerin
- Martin Oliver (Schriftsteller), britischer Schriftsteller
- Martín Oliver (Triathlet) (* 1991), uruguayischer Triathlet
- Mary Oliver (Autorin) (1935–2019), US-amerikanische Schriftstellerin
- Mary Oliver (Musikerin) (* 1956), US-amerikanische Musikerin
- Melanie Oliver, neuseeländische Filmeditorin
- Michael Oliver (Mediziner) (1925–2015), britischer Mediziner
- Michael Oliver (Unternehmer) (* 1930), US-amerikanischer Immobilienunternehmer litauischer Herkunft, Initiator der Republik Minerva
- Michael Oliver (Fußballspieler) (* 1957), schottischer Fußballspieler
- Michael Oliver (Schauspieler) (* 1981), US-amerikanischer Schauspieler
- Michael Oliver (Schiedsrichter) (* 1985), englischer Fußballschiedsrichter
- Michael K. Oliver (* 1950), US-amerikanischer Fischkundler
- Mordecai Oliver (1819–1898), US-amerikanischer Politiker
- Murray Oliver (1937–2014), kanadischer Eishockeyspieler, -trainer und -scout

#### N
- Nancy Oliver (* 1955), US-amerikanische Drehbuchautorin
- Nicole Oliver (* 1970), kanadische Synchronsprecherin und Schauspielerin
- Nuria Oliver (* 1970), spanische Informatikerin

#### P
- P. Graham Oliver (* 19??), britischer Zoologe
- Paul Oliver (1927–2017), englischer Architekturtheoretiker und Musikwissenschaftler
- Paul Oliver-Hoffmann (1925–1998), US-amerikanischer Jurist, Unternehmer und Kunstsammler
- Paul M. Oliver (* 1982), australischer Herpetologe
- Percy Oliver (1919–2011), australischer Schwimmer
- Peter Oliver, Baron Oliver of Aylmerton (1921–2007), britischer Jurist

#### R
- Raymond Oliver (1909–1990), französischer Koch und Kochbuchautor
- Reinaldo Oliver (1932–2015), puerto-ricanischer Leichtathlet
- Revilo Pendleton Oliver (1908–1994), US-amerikanischer Klassischer Philologe
- Robert Oliver (Radsportler) (* 1950), neuseeländischer Radrennfahrer
- Robert Oliver (Kanute) (* 1988), britischer Kanute
- Robert Lee Oliver (1943–2020), US-amerikanischer Baseballspieler
- Robert W. Oliver (* 1960), US-amerikanischer Geistlicher und Kirchenrechtler
- Roland Anthony Oliver (1923–2014), britischer Historiker
- Ron Oliver (Fotograf) (* 1959), britischer Fotograf
- Ron Oliver (Regisseur), kanadischer Filmregisseur, Drehbuchautor, Produzent, Komponist und Schauspieler

#### S
- S. Addison Oliver (1833–1912), US-amerikanischer Politiker
- Sheila Oliver (1952–2023), US-amerikanische Politikerin
- Susan Oliver (1932–1990), US-amerikanische Schauspielerin und Regisseurin
- Sy Oliver (Melvin Oliver; 1910–1988), US-amerikanischer Jazztrompeter

#### T
- Tristan Oliver, US-amerikanischer Kameramann

#### V
- Vaughan Oliver (1957–2019), britischer Grafikdesigner
- Vic Oliver (1898–1964), österreichisch-britischer Komiker und Schauspieler
- Victorio Oliver Domingo (* 1929), spanischer Geistlicher, Bischof von Orihuela-Alicante

#### W
- Walter Reginald Brook Oliver (1883–1957), neuseeländischer Botaniker und Ornithologe
- William Oliver (Offizier) (1901–1981), britischer Generalleutnant
- William Oliver (Kampfsportler), US-amerikanischer Kampfsportler
- William Oliver (Schauspieler), Schauspieler
- William A. Oliver (1926–2005), US-amerikanischer Paläontologe
- William Bacon Oliver (1867–1948), US-amerikanischer Politiker
- William M. Oliver (1792–1863), US-amerikanischer Politiker

### Fiktive Charaktere
- Oliver, auch Olivier (ca. 1100), der zweite Paladin von Karl dem Großen im Rolandslied
- Oliver Twist – Titel und Hauptfigur eines Romans von Charles Dickens
- Oliver & Co. – Zeichentrickfilm von Disney auf Basis des Romans Oliver Twist, dessen Hauptcharakter auch Oliver heißt
- Oliver Wendell Douglas (1960er) – Hauptcharakter (dargestellt von Eddie Albert) in der US-amerikanischen Sitcom Green Acres
- Oliver David Beene Hauptdarsteller der gleichnamigen US-Serie
- Ariadne Oliver (1930er-50er), fiktive Schriftstellerin und Bekannte von Hercule Poirot in 8 Agatha-Christie-Romanen

## Varianten
- weiblich: Olivia, Olivera
- französisch: Olivier
- isländisch: Ólafur
- skandinavisch: Olaf
- gälisch: Olaghair
- portugiesisch: Oliveiros, Oliveira (Familienname)
- italienisch: Oliviero (Vorname), Olivero (Nachname)
- lateinisch: Olivarius, Oliverus
- tschechisch: Oliver
- hawaiisch: Oliwa
- polnisch: Oliwer
- russisch: Оливер
- serbisch: Оливер/Oliver
- spanisch: Oliverio
- ungarisch: Olivér
- Kurzformen: Ol, Oli, Olli, Olly, Oly, Olie, Ollie, Oloi, Ole, Olle, Ohl, Öhle, Ollü, Ölu, Öli, Ölä, Ollo, Olni, Olmo
- Weitere Varianten: Noll, Oliviero, Olivor, Olley, Olliver, Ollivor, Oliwr, Ollivar